# Enchocrana
Enchocrana är ett släkte av fjärilar. Enchocrana ingår i familjen mätare.
Kladogram enligt Catalogue of Life:
| Enchocrana | \| \| Enchocrana lasista \| \| \| \| \| \| Enchocrana oxystoma \| \| \| \| |
|            | \| \| Enchocrana lasista \| \| \| \| \| \| Enchocrana oxystoma \| \| \| \| |
|            | Enchocrana lasista                                                         |
|            |                                                                            |
|            | Enchocrana oxystoma                                                        |
|            |                                                                            |